# استاتس‌سیتی (میزوری)
استاتس‌سیتی (به انگلیسی: Stotts City) یک شهر در ایالات متحده آمریکا است که در شهرستان لارنس، میزوری واقع شده‌است. استاتس‌سیتی ۱٫۳۲ کیلومتر مربع مساحت و ۲۲۰ نفر جمعیت دارد و ۳۴۹ متر بالاتر از سطح دریا واقع شده‌است.